# Arapuá
Arapuá là một đô thị thuộc bang Minas Gerais, Brasil. Đô thị này có diện tích 172,529 km², dân số năm 2007 là 2699 người, mật độ 14,3 người/km².